# Saint-Jeoire-Prieuré
Saint-Jeoire-Prieuré este o comună în departamentul Savoie din sud-estul Franței. În 2009 avea o populație de 1.015 de locuitori.

## Evoluția populației
| An        | 1975 | 1982 | 1990 | 1999 | 2006 | 2009  |
| --------- | ---- | ---- | ---- | ---- | ---- | ----- |
| Populație | 604  | 642  | 771  | 851  | 958  | 1.015 |